# Błotnowola
Błotnowola – wieś w Polsce położona w województwie świętokrzyskim, w powiecie buskim, w gminie Nowy Korczyn.
Do 1954 roku siedziba gminy Pawłów. W latach 1954–1972 wieś należała i była siedzibą władz gromady Błotnowola. W latach 1975–1998 miejscowość administracyjnie należała do województwa kieleckiego

## Części wsi
| SIMC    | Nazwa            | Rodzaj     |
| ------- | ---------------- | ---------- |
| 0255941 | Kępa Bolesławska | przysiółek |

## Historia
W wieku XIX Błotnowola, wieś w  powiecie stopnickim, gminie Pawłów, parafii Ostrowce. 

W początkach wieku XIX istniała tu szkoła wiejska. 

W roku 1827 było tu 57 domów i 358 mieszkańców.

## Ciekawostki sportowe
W Błotnowoli od 2012 roku są rozgrywane zawody w piłce błotnej. Piłka błotna w Błotnowoli zaczęła się w 2012 roku od rozgrywek o Puchar Marszałka Województwa Świętokrzyskiego Adama Jarubasa. Pierwszym zwycięzcą była drużyna BKS Roztocze Krasnobród, pokonując Błotne Orły Błotnowola 9:3. 
W 2013 roku Błotnowola zorganizowała II Puchar Polski i „zawłaszczyła” tę imprezę dla siebie. W 2014 roku został tutaj rozegrany III Puchar Polski w piłce błotnej. Zwyciężyła ekipa LC Chełm, pokonując po rzutach karnych drużynę Torfowy Fc Dr Tusz Białystok.

## Osoby związane z Błotnowolą
- Witold Szczepaniak (1927–1988) – inżynier mechanik[8][9]
- Adam Jarubas – marszałek sejmiku województwa świętokrzyskiego od 2006 r., działacz PSL